# 环沟笋螺
环沟笋螺（学名：Terebra bellanodosa），是新腹足目笋螺科笋螺属的一种。主要分布于中国大陆，常栖息在潮间带，潮下带。